# Teratolytta dives
Teratolytta dives је врста тврдокрилца из породице мајаkа (Meloidae). Њено распрострањење обухвата југоисточну Европу, а налази у Србији су малобројни и недовољни да би пружили праву слику где врста живи.